# 氰化铵
氰化铵（Ammonium cyanide），化學式為NH4CN，是氰和銨的化合物。

## 用途
氰化銨通常用於有機合成。由於氰化銨不穩定，所以不會用作商業銷售。

## 製備
氰化铵可由氰化钾和氯化铵在液氨中反应得到：
{\displaystyle {\ce {KCN + NH4Cl -> NH4CN + KCl}}}

## 反應
固體的氰化銨是劇毒，攝入可引起死亡。氰化銨固體暴露是有毒的，因為它可以分解為劇毒的氰化氫和氨。
{\displaystyle {\ce {NH4CN -> NH3 ^ + HCN ^}}}
反应可能会产生黑色的聚氢氰酸。

## 化學分析
氰化銨由9.15％的氫，27.23％的碳，63.55％的氮組成。